# Лісний Курорт
Лісний Курорт (рос. Лесной Курорт) — селище в Краснобаковському районі Нижньогородської області Російської Федерації.
Населення становить 229 осіб. Входить до складу муніципального утворення робітниче селище Красні Баки.

## Історія
Від 2009 року входить до складу муніципального утворення робітниче селище Красні Баки.

## Населення
| 2002 | 2010 |
| ---- | ---- |
| 272  | ↘229 |